# Пентоне
Пентоне (італ. Pentone, сиц. Pentuni) — муніципалітет в Італії, у регіоні Калабрія, провінція Катандзаро.
Пентоне розташоване на відстані близько 480 км на південний схід від Рима, 10 км на північ від Катандзаро.
Населення — 2141 особа (2014).

## Демографія
Населення за роками:

Станом на 1 січня 2023 року в муніципалітеті офіційно проживало 35 іноземців з 8 країн, серед них 8 громадян країн Євросоюзу та 4 громадяни України.

## Сусідні муніципалітети
- Альбі
- Катандзаро
- Фоссато-Серральта
- Джимільяно
- Селлія